# Castelo de Hume

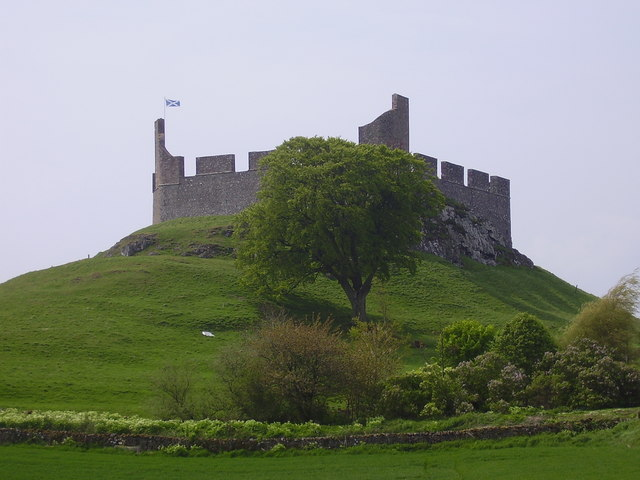
Castelo de Hume, Escócia.

O Castelo de Hume (em inglês:  Hume Castle) é um castelo atualmente em ruínas localizado em Hume, Scottish Borders, Escócia.

## História
A primeira nota histórica está datada do século XII, tendo sido demolido por Oliver Cromwell em 1651.
As atuais ruínas do castelo são muito mais recentes, tendo sido erigidas de uma anterior estrutura construída pelo Conde de Marchmont em 1794. Em notas de MacGibbon e Ross lê-se: 'No centro do pátio existe um maciço de antiga cantaria, mas é impossível de dizer de que estrutura é que fazia parte'.
Encontra-se classificado na categoria "A" do "listed building" desde 9 de junho de 1971.